# Jenofonte de Lámpsaco
Jenofonte de Lámpsaco (en latín Xenophon, en griego antiguo Ξενοφῶν) fue un escritor griego que nació en Lámpsaco.
Estaba especializado en temas de geografía. Lo mencionan Plinio el Viejo (Naturalis Historia IV, 13; VI, 31) y Cayo Julio Solino (Solinus). Fue, con toda probabilidad, el autor de la obra titulada περίπλους ("Periplous", periplo), que menciona Plinio el Viejo.